# Isagoras ecuadoricus
Isagoras ecuadoricus är en insektsart som beskrevs av Morgan Hebard 1933. Isagoras ecuadoricus ingår i släktet Isagoras och familjen Pseudophasmatidae. Inga underarter finns listade i Catalogue of Life.